# Буччинаско
Буччинаско (итал. Buccinasco) — коммуна в Италии, расположена в области Ломбардия, подчиняется административному центру Милан .
Население составляет 27 158 человек (2015 г.), плотность населения составляет 2263,17 чел./км². Занимает площадь 12 км². 
Почтовый индекс — 20090. Телефонный код — 02.
В коммуне особо празднуется Успение Пресвятой Богородицы. Покровителями коммуны почитаются святые Гервасий и Протасий, празднование в третье воскресение сентября.